# Церковь Святого Николая (Лёбау)
Приходская церковь святого Николая — лютеранская церковь в саксонском городе Лёбау.

## История
Первая постройка церкви, выполненная в романском стиле, была сооружена одновременно с городом. Первое документальное упоминание о церкви датируется 20 декабря 1293 года.
В XIII веке у здания были продлены хоры и крипты под восточной деревянной опорой, тогда же церковь была перестроена в виде двухнефной, с перекрёстными сводами и восьмигранными готическими несущими опорами.
С 1543 года (после ухода последнего католического священника) церковь окончательно стала лютеранской.
В 1608 году в церкви была заведена первая церковная книга, использовавшаяся для записи крещений.

## Перестройки
В 1739—1742 годах в южной части церкви был пристроен третий неф с перекрёстными острыми готическими сводами, а также западная башня.
В 1884-85 годах Людвигом Готтхильфом (нем. Ludwig Gotthilf) была произведена реставрация в раннеготическом стиле. Внутреннее убранство церкви было сравнительно упрощено: убрали особые сидения для лиц высшего сословия, хоры (3 узких яруса на северной стороне и 2 широких на южной), множество фигур и барочные лоджии, деревянную купель 1585 года.
В 1895-96 годах на месте навершия в стиле барокко был построен сохранившийся до сих пор шпиль башни.
В 1933-34 дрезденский архитектор Карл Рихтер (Carl Richter) переоборудовал алтарное пространство, церковную кафедру и орган. Тогда же в церкви обустроили нишу с памятным местом жертвам Первой мировой войны (позднее — и жертвам Второй мировой войны). Был создан цветной витраж на тему «Народ под гнётом Креста».
В 1981 году было произведено санирование церковной башни, в 1982 была обновлена и покрыта крыша с северной и южной стороны церкви, в 1984-85 годах прошёл внешний ремонт церкви, алтарные окна были снабжены наружными стёклами, были обновлены старые сидения, в 1986 была обновлена роспись алтарного интерьера, в 1989-91 годах была обновлена роспись остальной части церкви. Работы проводились силами местной религиозной общины.

## Интерьер
Старый (1519 года) алтарь церкви, выполненный из камня, был посвящён 11ти девам. Центральная часть алтарного триптиха и его основания сейчас находятся в музее Баутцена, боковые крылья утеряны. В том же музее хранится церковная кафедра 1646 года. Современный алтарь, созданный из песчаника, украшенный орнаментом, со вставками дубового дерева (по модели скульптора Рассана (Rassan)), был установлен в церкви в 1885 году. Резьба на алтаре изображает Тайную Вечерю, образцом послужил алтарь Нойштадта. Фигуру Христа на кресте алтаря вырезал из клёна дрезденский мастер А. Грахе (A. Grache).
В 1933 в церкви появилась современная её кафедра, выполненная по проекту Мёккеля (Möckel).
После перестройки 1885 года церковь получила новую купель с дубовой крышкой, выполненную в позднеготическом стиле из готтайского песчаника скульптором Германом Хазенором (Hermann Hasenohr) по эскизу Риттера Диттера (Ritter Ditter).
На стене южного нефа под хорами в церкви располагаются выполненные маслом портреты бывших суперинтендантов. Слева от двери ризницы стоит памятник из песчаника капеллану Абрахаму Штурцу (Abraham Sturz), умершему в 1665 году, справа находится картина, изображающая старшего церковного советника Jagsch.
В церкви есть 3 фигурных алтарных окна с изображением 4х евангелистов, медальонов и орнаментов. Их в 1885 году расписала художественная мастерская города Циттау по эскизу Риттера Диттера.
Второй свой орган церковь получила в 1520 году; в 1615 из старого и нового органа Гансом Ланге (Hans Lange) из Каменца был за 1000 талеров изготовлен новый орган. В 1935 он был обновлён и снабжён электропневматической системой нагнетания воздуха в трубы при нажатии клавиши. Инструмент после износа электрической установки, вследствие деятельности древесного жучка и из-за обогрева церкви зимой пришёл в негодность, и был заменен на новый в 1992 году. Корпус этого инструмента был построен в неоготическом стиле фирмой Eule из Баутцена.

## Внешнее оформление
На главном портале церкви расположена группа из пяти статуй, изготовленная в 1889 году дрезденским скульптором Рёдером (Roeder). В центре находится статуя, изображающая Иисуса Христа, по сторонам от него — Моисей и Иоанн Креститель, а также апостолы Пётр и Павел. В 1888 году Ф. Эмилем Шефером (F. Emil Schäfer) были изготовлены рельефы портала: центральный изображает Агнца Божьего, по бокам от него — рельефы греческих букв альфа и омега.
Перед церковью на месте современной площади Святого Николая ранее находилось кладбище. Последнее захоронение на нём было произведено в 1790 году.